# Roca del Caragol
La Roca del Caragol és una muntanya de 1.660 metres que es troba al municipi de la Vall de Boí, a la comarca de l'Alta Ribagorça.